# Greta – Surviving Summer
Greta – Surviving Summer är en amerikansk dramafilm från 2009 i regi av Nancy Bardawil. Huvudrollerna spelas av Hilary Duff, Ellen Burstyn, Michael Murphy, Evan Ross och Melissa Leo.

## Handling
Filmen handlar om en ung tjej, Greta, som blir skickad till sin mormor och morfar över sommaren så att hennes mamma kan fokusera på ännu ett av sina giftermål. Den sommaren går Greta från att ha varit självmordsbenägen och deprimerad till att bli en snäll och omtänksam person. Detta beror på att hon har träffat en kille på en restaurang som vill hjälpa henne förändra sig och ju mer tid de tillbringar tillsammans desto mer känslor visar sig finnas inom dem.

## Rollista
| Hilary Duff    | – Greta         |
| Evan Ross      | – Julie         |
| Michael Murphy | – Joseph        |
| Ellen Burstyn  | – Katherine     |
| Melissa Leo    | – Karen         |
| Maury Ginsberg | – Lou           |
| John Rothman   | – Edgar         |
| Sylvia Kauders | – Mrs. Wocheski |
| Oren Skoog     | – Steve         |